# الوادي (خنفر)

تعديل مصدري - تعديل

الوادي هي إحدى قرى عزلة جعار بمديرية خنفر التابعة لمحافظة أبين، بلغ تعداد سكانها 108 نسمة حسب تعداد اليمن لعام 2004.